# Carex spachiana
Carex spachiana är en halvgräsart som beskrevs av Francis M.B. Boott. Carex spachiana ingår i släktet starrar, och familjen halvgräs. Inga underarter finns listade i Catalogue of Life.